# Bredevad
Bredevad (tysk: Bredewatt) er en landsby i Sønderjylland, beliggende 10 kilometer nordvest for Tinglev.
Sekundærrute 401 og Sekundærrute 443 krydser hinanden i en rundkørsel i landsbyen.
Under det tyske angreb på Danmark den 9. april 1940, ødelagde en dansk deling med en maskinkanon og et rekylgevær 4 panservogne i en fremrykkende tysk kolonne.
To danskere og et ukendt antal tyske soldater mistede livet.